# お茶講

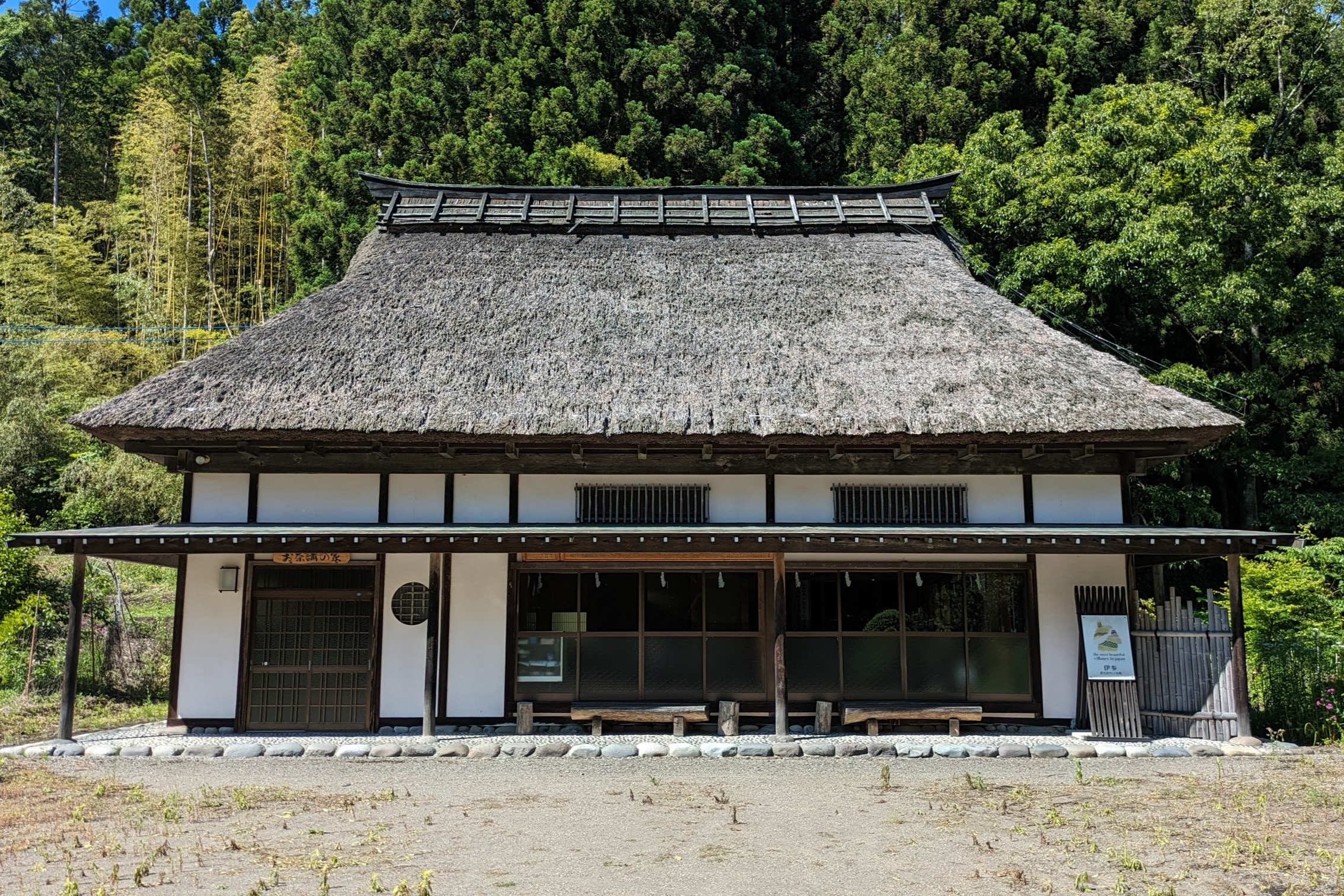
白久保のお茶講の家（群馬県吾妻郡中之条町）

お茶講（おちゃこう）とは、近隣の者が集まって情報交換・親睦を深める集まりのこと。北海道、佐賀県佐賀市などに見られる。あるいは、群馬県吾妻郡中之条町で行われている闘茶の一種を指す。

## 群馬県白久保のお茶講
群馬県吾妻郡中之条町白久保地区にある白久保天満宮の祭事として、毎年2月下旬に行われる。闘茶の形式であるが、全体における正解者、不正解者の多寡で豊作か不作かを占う神事でもある。参加者は地域関係者に限られる。参加者は、陳皮（ミカンの皮）・甘茶・渋茶の配合を変えた4種の茶を試飲し、味と香りを覚える。その後に出される7杯の茶が、さきほどの4種の茶のうちのどれかを当てる。一度選んだものは変更できない。合計の正解数を競い、全問正解者または全問不正解者が多いほど、その年は縁起が良いとされる。
14世紀に流行した闘茶に関係があるとされるが、当地のお茶講がいつから始まったのかは不明である。ただし、寛政11年（1799年）の『御茶香覚帳』が現存しており、当時からすでに現在と同様のお茶講が行われていた記録がある。
この行事は「上州白久保のお茶講」の名称で、1990年3月29日に国の重要無形民俗文化財に指定された。